# بانک راکیات
بانک راکیات (انگلیسی: Bank Rakyat) شرکت خدمات مالی و بانکداری اندونزیایی است، که در سال ۱۸۹۵ تأسیس شد.